# João Rocha Barbeiro
João Fernando Azevedo da Rocha (Açores, 14 de Janeiro de 1985 -, é uma figura publica, empresário e barbeiro português.

## Biografia
João Rocha Barbeiro é uma figura publica, o jovem açoriano empresário e barbeiro ficou conhecido pelos prémios que recebeu e por tratar da imagem de alguns famosos e jogadores de futebol de grandes clubes da Europa.
Iniciou o seu curso de barbeiro em finais de 2013. Em 2014 abre a sua primeira barbearia na Ilha Terceira Açores e em 2019 abre a sua segunda barbearia em Ponta Delgada, São Miguel, Açores.
Durante a sua carreira foi homenageado com uma medalha de honra municipal e uma medalha de mérito empresarial.
Em 2017 foi finalista vencido na Batalha de Barbeiros em Portugal
Esteve em Moçambique em 2018 numa missão humanitária, ajudando varios jovens.
Desempenha função de Júri em diversos campeonatos internacionais de barbearia.
Viaja por diversos países para dar formações sobre barbearia. 
Também já tratou da imagem de vários atletas de futebol e basquetebol do FC Porto e Sporting Clube de Portugal.
Em 2020 foi nomeado para barbeiro do ano a nível internacional na categoria "A-list Barber of the Year" pelo "The 2020 International Barber Grammys" nos EUA.